# Austin Wylie
Austin Wylie (1893 – 7 december 1947) was een Amerikaanse orkestleider van de jazz.

## Biografie
Austin Wylie begon zijn carrière in de Golden Pheasant in Cleveland (Ohio). Hij leidde tijdens de jaren 1920 en begin jaren 1930 een dansband, die als een «territory band» vooral in de regio Cleveland optrad. Hun optreden werden ook landelijk uitgezonden op de radio. Soms trad de band ook op onder de naam The Golden Pheasant Orchestra. Opnamen ontstonden voor Vocalion Records en Beltoba. Zangers in de band waren Helen O'Connell en Vaughn Monroe, die later zelf bigbandleider werden. Een aantal later bekende jazzmuzikanten speelden in Wylie's band, zoals Jack Jenney, Tony Pastor, Nate Kazebier, Spud Murphy, Bill Stegmeyer, Joe Bishop, Billy Butterfield, Johnnie Davis, Vaughn Monroe, Claude Thornhill en Artie Shaw, die ook fungeerde als arrangeur en leider van de band. Toen Artie Shaw tijdens de jaren 1930 zijn eigen band formeerde, werd Wylie zijn manager.

## Overlijden
Austin Wylie overleed in december 1947 op 54-jarige leeftijd.
- Bibliothèque nationale de France: cb17069530v (data)
- International Standard Name Identifier: 0000 0004 5970 9305
- MusicBrainz: 832af9e5-2259-464a-9a1e-aeb68cdb85f9
- Virtual International Authority File: 80148933738954302749